# 表彰奖章
表彰奖章是中华人民共和国授予军人的一种奖章。一级表彰奖章由中华人民共和国中央军事委员会决定，中央军事委员会主席授予；二级、三级表彰奖章分别由战区级、军级机关授予。
表彰奖章，分为一、二、三级表彰奖章。